# Post Ridge
Post Ridge ist ein 5 km langer, felsiger und westnordwest-ostsüdöstlich ausgerichteter Gebirgskamm im westantarktischen Marie-Byrd-Land. Er ragt unmittelbar nordöstlich des Mount Swan in den Ford Ranges auf.
Teilnehmer der United States Antarctic Service Expedition (1939–1941) entdeckten und kartierten ihn. Das Advisory Committee on Antarctic Names benannte ihn nach der Ionosphärenphysikerin Madison J. Post, die 1970 auf der Byrd-Station tätig war.